# NGC 268
NGC 268 (również PGC 2927) – galaktyka spiralna z poprzeczką (SBbc), znajdująca się w gwiazdozbiorze Wieloryba. Odkrył ją William Herschel 22 listopada 1785 roku.
W galaktyce tej zaobserwowano do tej pory jedną supernową – SN 2012W.